# Cerkiew św. Rościsława w Bratysławie
Cerkiew św. Rościsława – prawosławna cerkiew filialna w Bratysławie. Należy do parafii św. Mikołaja w Bratysławie, w archidekanacie dla krajów: bratysławskiego, trnawskiego, trenczyńskiego i nitrzańskiego, wchodzącego w skład eparchii preszowskiej Kościoła Prawosławnego Czech i Słowacji.

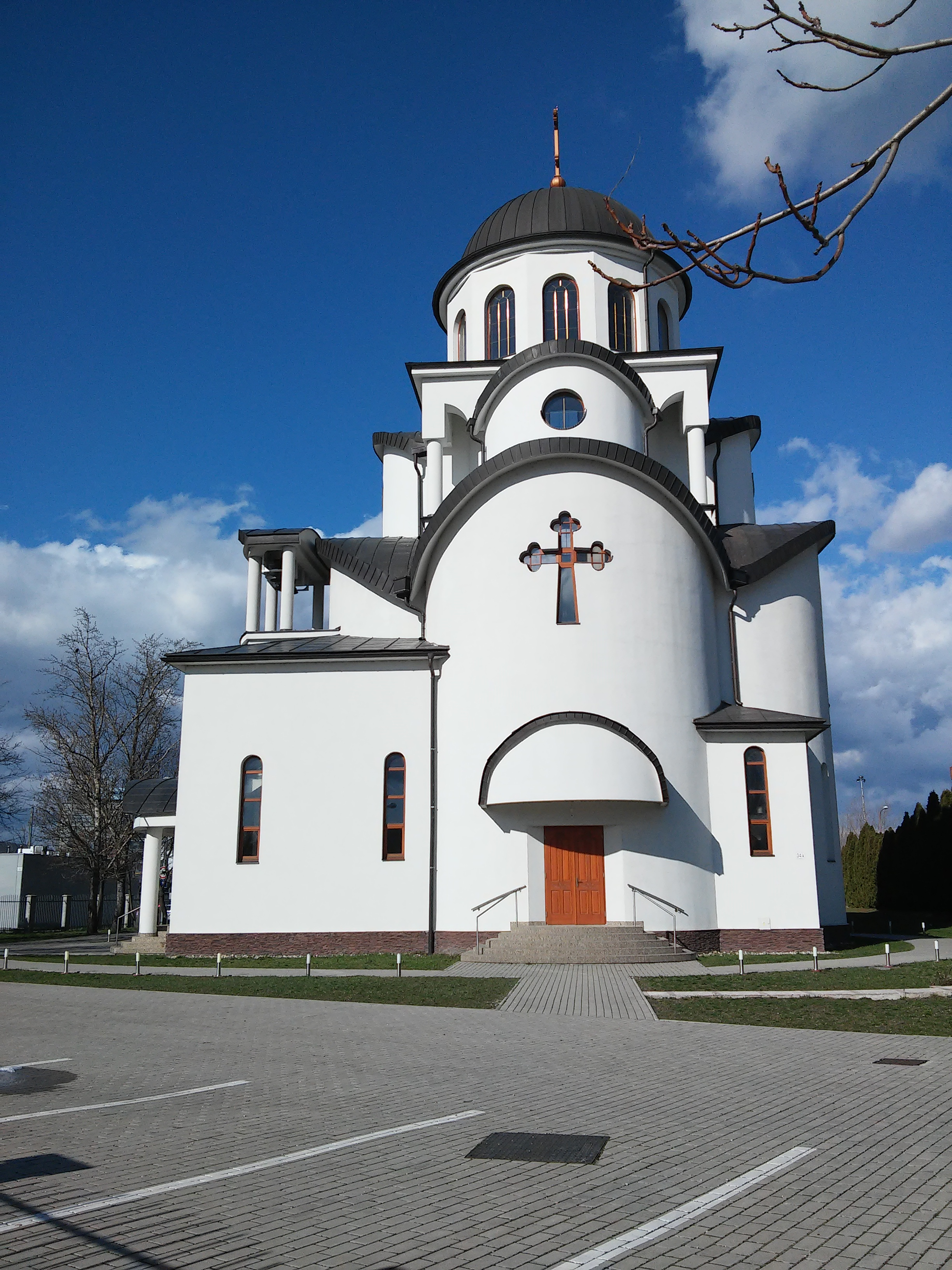

Cerkiew znajduje się w dzielnicy Ružinov, przy ulicy Tomášikovej 34.
Jest to nowoczesna świątynia w stylu neobizantyjskim, wzniesiona w latach 2002–2013. Konsekracji dokonał 12 maja 2013 r. arcybiskup preszowski Rościsław.